# Françoise de Châlus

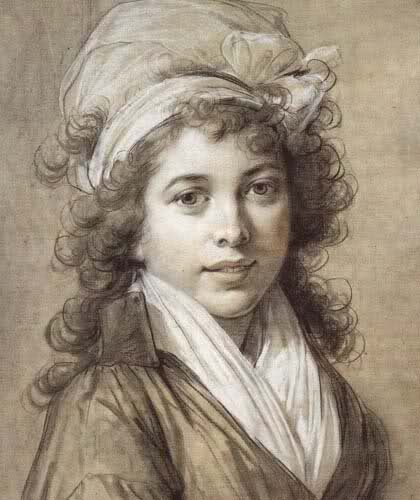
Françoise de Châlus.

Françoise de Chalus, duquesa de Narbonne-Lara, señora de La Bove (24 de febrero de 1734, Chalus-7 de julio de 1821, París) fue amante del rey Luis XV de Francia.

## Biografía
Hija de Gabriel de Chalus, señor de Sansac y de Claire de Gerau, se casó el 13 de julio de 1749 con Jean-François, duque de Narbonne-Lara (1718-1806). Ocupó el cargo de dama de honor de Madame Adelaida, hija de Luis XV.
La pareja tuvo dos hijos: Philippe, duque de Narbonne-Lara (28 de diciembre de 1750-1834) y Louis-Marie, conde de Narbonne-Lara (17 de abril de 1755-1813) cuya legitimidad ha sido debatida.
Sin embargo, en 1749 comenzó una relación con Luis XV, y se ha especulado con que el rey fuese el padre de sus hijos.
De hecho, según registros mantenidos en el Ministerio de Defensa, fechados de 1746, Jean-François de Narbonne era incapaz de tener hijos (estos documentos indican que tenía problemas en los genitales como consecuencia de un combate con armas de fuego). El matrimonio de Françoise de Châlus con este hombre, en realidad, habría sido planeado para ocultar el hecho de que Françoise, amante de Luis XV, estaba embarazada. Lo más probable es que ella le diera dos hijos ilegítimos al rey.